# ArtLords
ArtLords (англ. ArtLords) — художественное объединение, основанное в столице Афганистана городе Кабул в 2014 году — по инициативе художников Омида Шарифи и Кабира Мокамиле; группа художников и волонтёров ставит себе целью «проложить путь к социальным преобразованиям и поведенческим изменениям, используя мягкую силу искусства и культуры»; использует стены многочисленных разрушенных зданий города как художественное пространство — создает граффити об афганских проблемах: коррупции, полицейском произволе, насилии и т. д. В 2019 году была номинирована на награду «Freedom of Expression Awards» от объединения «Индекс цензуры».

## История и описание
Художественное объединение «Artlords» было основано в Кабуле (Афганистан) в 2014 году — группа художников и волонтеров создала ассоциацию с целью «проложить путь к социальным преобразованиям и изменениям в поведении людей, используя мягкую силу искусства и культуры». С помощью такого «ненавязчивого подхода» группа пытается добиться изменений в послевоенном Афганистане: в частности, используя граффити, она пытается превратить «негативное психологическое воздействие» от разрушенных взрывами стен домов в Кабуле в «позитивный визуальный опыт». В дальнейшем цели группы расширились: она стала стимулировать местное население реализовывать свои собственные инициативы, направленные на борьбу с «культурой коррупции» и безнаказанности действующей власти; свобода выражения мнений, свобода прессы и права женщин также являются темами группы.
Изначально инициативу художников Омида Шарифи и Кабира Мокамиле поддержала группа их друзей, затем они получили официальное разрешение на свою деятельность от властей Кабула; по данным на сентябрь 2019 года, в коллективе было уже 53 сотрудника и волонтера, а география проектов охватывала практически весь Афганистан. В каждой акции (росписи стен) участвует от 50 до 100 человек: группе регулярно удаётся вовлечь прохожих в создание граффити, занимающих многие километры разрушенных стен — прежде всего, рядом с правительственными учреждениями. В 2019 году группа была номинирована на награду «Freedom of Expression Awards» от лондонского объединения «Индекс цензуры» (Index on Censorship). Ведёт и международную деятельность: в мае 2019 года более 500 человек, проживавших в Швейцарии и Италии, присоединились к команде ArtLords в создании граффити на стенах в городе Лугано (кантон Тичино). Группа проводила акции также и в Лондоне.